# 타오르는 여인의 초상
《타오르는 여인의 초상》(프랑스어: Portrait de la jeune fille en feu)은 2019년 개봉한 프랑스의 퀴어 시대극 영화로, 셀린 시아마 감독의 작품이다. 결혼을 앞둔 여성 엘로이즈와 그의 초상화를 완성해야 하는 화가 마리안의 사랑과 성장을 다룬다. 아델 에넬과 노에미 메를랑이 엘로이즈, 마리안 역으로 출연한다. 제72회 칸 영화제(2019) 황금종려상 경쟁후보작이자 각본상·퀴어종려상 수상작이다.

## 줄거리
18세기 말. 젊은 화가 마리안은 그림 수업을 하고 있다. 학생 한 명이 마리안의 그림 한 점을 보고 무엇이냐고 묻자, 마리안은 '타오르는 여인의 초상'이라고 말해준다. 몇 년 전, 마리안은 초상화 의뢰를 받고 브르타뉴의 외딴 섬의 고택에 머무르게 되었다. 의뢰주는 엘로이즈라는 젊은 귀족 여자로, 밀라노의 귀족 남자와의 결혼을 앞두고 초상화를 그려야 했다. 그런데 여자는 사실 결혼을 원치 않았기 때문에 화가들을 거부하고 있었다. 그래서 그녀의 어머니인 부인은 마리안에게 화가임을 밝히지 말고 산책 친구인 척해달라고 당부했다. 마리안은 엘로이즈와 산책을 하면서 그녀의 모습을 외운다.
그림이 완성되지만, 엘로이즈에 대한 죄책감 때문에 마리안은 그림의 얼굴을 지워버린다. 부인은 이를 보고 마리안을 질책한다. 그런데 놀랍게도 엘로이즈는 마리안을 옹호하면서 포즈를 취하기 시작한다. 부인은 자기가 돌아오기 전까지 그림을 완성하라고 하며 이탈리아로 떠난다.
마리안은 엘로이즈와, 하녀 소피와 함께 지내면서 자매처럼 친근해진다. 어느 날 밤 엘로이즈는 오르페우스와 에우리디케 이야기를 읽으면서, 오르페우스가 마지막에 뒤를 돌아본 이유를 토론한다. 소피가 임신을 하고 낙태를 결심했을 때 둘은 소피를 시술사에게 데려갔다. 마을 여인들의 캠프 파이어 모임에 참석했을 때, 엘로이즈의 드레스에 불길이 옮겨 붙는 바람에 엘로이즈가 쓰러지는 사건이 일어나는데, 후일의 '타오르는 여인의 초상'의 모티브가 된다. 마리안은 밤중에 복도를 거닐면서 하얀 웨딩드레스를 입은 엘로이즈의 환상을 보기 시작한다. 이윽고 둘은 산책을 하면서 동굴 속에서 처음으로 키스를 나누고, 그날 밤 소피가 잠자리에 들면 열정적으로 사랑을 나누었다. 시간이 흐름에 따라 애정도 강해진다.
부인이 이탈리아에서 돌아오면서 로맨스는 일순간에 끝나버린다. 두 사람은 슬픔을 머금고 이별을 고하면서, 서로를 잊지 않기 위해 상대방의 그림을 그려준다. 마리안이 눈길 주지 않고 성을 나가려 하자, 엘로이즈가 '뒤를 돌아보라'고 외친다. 마리안은 고개를 돌려 엘로이즈를 바라본 뒤 떠난다.
이후로 마리안은 엘로이즈를 두 번 더 볼 수 있었다. 한 번은 전시회에서 엘로이즈가 그린 그림을 통해서, 다른 한 번은 음악회에서 비발디의 〈여름〉을 들으며 감정에 벅찬 모습을 먼 발치에서나마 보았던 것이었다.

## 출연

### 주연
- 노에미 메를랑 - 마리안 역
- 아델 에넬 - 엘로이즈 역
- 루아나 바지라미 - 소피 역
- 발레리아 골리노 - 백작부인 역

### 조연
- 크리스텔 바라스

## 제작 과정
본 촬영은 2018년 10월 15일 시작되어 38일 만에 종료되었다. 촬영지는 브르타뉴의 생피에르키베롱(Saint-Pierre-Quiberon) 지역과 센에마른주의 라샤펠고티에(La Chapelle-Gauthier)에 위치한 성이다,
영화 속에 등장하는 그림들은 화가 엘렌 델메르(Hélène Delmaire)가 그렸다.

## 개봉
프랑스에서는 2019년 9월 18일 개봉하였다. 북미권에서는 네온과 훌루가 배급권을 획득하였고, 12월 6일 제한적 상영으로, 2020년 2월 14일 전 지역 극장가에 개봉된다.
대한민국에는 2019년 11월 7일 개막한 서울프라이드영화제 개막작으로 상영되었다. 극장 배급은 그린나래 미디어가 수입하여 2020년 1월 16일 개봉하였다.

## 비평
로튼 토마토에서는 총 153명의 평론가의 평가로 97%의 신선도를 획득했다. 평론가 총평은 '《타오르는 여인의 초상》은 세련된 시대극으로서, 빼어난 로맨스 연기를 통해 감성적이고 충만한 드라마를 제공한다'이다. 씨네21에서는 6명의 평론가 중 김혜리, 임수연 등 4명이 10점 만점을 주었다.

## 수상 목록
| 연도 | 상                          | 부문              | 수상자                                        | 결과   | 출처   |
| ---- | --------------------------- | ----------------- | --------------------------------------------- | ------ | ------ |
| 2019 | 2019년 칸 영화제            | 퀴어종려상        | 셀린 시아마                                   | 수상   |        |
| 2019 | 2019년 칸 영화제            | 각본상            | 셀린 시아마                                   | 수상   |        |
| 2019 | 유럽 영화상                 | 감독상            | 셀린 시아마                                   | 후보   |        |
| 2019 | 유럽 영화상                 | 여우주연상        | 노에미 메를랑, 아델 에넬                      | 후보   |        |
| 2019 | 유럽 영화상                 | 각본상            | 셀린 시아마                                   | 후보   |        |
| 2019 | 유럽 영화상                 | 대학 영화상       | 《타오르는 여인의 초상》                      | 후보   |        |
| 2019 | LA영화비평가협회상          | 촬영상            | 클레르 마통                                   | 수상   |        |
| 2019 | 토론토영화비평가협회상      | 외국어 영화상     | 《타오르는 여인의 초상》                      |        |        |
| 2019 | 워싱턴DC영화비평가협회상    | 외국어 영화상     | 《타오르는 여인의 초상》                      | 후보   |        |
| 2019 | 시카고영화비평가협회상      | 촬영상            | 클레르 마통                                   | 후보   |        |
| 2019 | 시카고영화비평가협회상      | 의상상            | 《타오르는 여인의 초상》                      | 후보   |        |
| 2019 | 시카고영화비평가협회상      | 외국어 영화상     | 《타오르는 여인의 초상》                      | 후보   |        |
| 2019 | 보스턴영화비평가협회상      | 작품상            | 《타오르는 여인의 초상》                      | 후보   |        |
| 2019 | 보스턴영화비평가협회상      | 외국어 영화상     | 《타오르는 여인의 초상》                      | 후보   |        |
| 2019 | 보스턴영화비평가협회상      | 촬영상            | 클레르 마통                                   | 후보   |        |
| 2020 | 전미비평가협회상            | 촬영상            | 클레르 마통                                   | 수상   |        |
| 2020 | 제77회 골든 글로브상        | 외국어 영화상     | 《타오르는 여인의 초상》                      | 후보   |        |
| 2020 | 뉴욕영화비평가협회상        | 촬영상            | 클레르 마통                                   | 수상   |        |
| 2020 | 도리언상                    | 작품상            | 《타오르는 여인의 초상》                      | 후보   |        |
| 2020 | 도리언상                    | 감독상            | 셀린 시아마                                   | 후보   |        |
| 2020 | 도리언상                    | 퀴어영화상        | 《타오르는 여인의 초상》                      | 수상   |        |
| 2020 | 도리언상                    | 외국어 영화상     | 《타오르는 여인의 초상》                      | 후보   |        |
| 2020 | 도리언상                    | 각본상            | 셀린 시아마                                   | 후보   |        |
| 2020 | 도리언상                    | 시각효과상        | 《타오르는 여인의 초상》                      | 후보   |        |
| 2020 | 제25회 크리틱스 초이스상    | 외국어 영화상     | 《타오르는 여인의 초상》                      | 후보   | [ 12 ] |
| 2020 | 뤼미에르상                  | 작품상            | 《타오르는 여인의 초상》                      | 후보   |        |
| 2020 | 뤼미에르상                  | 감독상            | 셀린 시아마                                   | 후보   |        |
| 2020 | 뤼미에르상                  | 여우주연상        | 노에미 메를랑                                 | 수상   |        |
| 2020 | 뤼미에르상                  | 촬영상            | 클레르 마통                                   | 수상   |        |
| 2020 | 제73회 영국 아카데미 영화상 | 비영어 영화상     | 《타오르는 여인의 초상》                      | 후보   |        |
| 2020 | 새틀라이트상                | 외국어 영화상     | 《타오르는 여인의 초상》                      | 후보   |        |
| 2020 | 인디펜던트 스피릿 어워드    | 국제 영화상       | 베로니크 켈라, 베네딕트 쿠브뢰르              | 미발표 |        |
| 2020 | 세자르상                    | 작품상            | 《타오르는 여인의 초상》                      | 후보   | [ 13 ] |
| 2020 | 세자르상                    | 감독상            | 셀린 시아마                                   | 후보   | [ 13 ] |
| 2020 | 세자르상                    | 여우주연상        | 노에미 메를랑                                 | 후보   | [ 13 ] |
| 2020 | 세자르상                    | 여우주연상        | 아델 에넬                                     | 후보   | [ 13 ] |
| 2020 | 세자르상                    | 각본상            | 셀린 시아마                                   | 후보   | [ 13 ] |
| 2020 | 세자르상                    | 촬영상            | 클레르 마통                                   | 수상   | [ 13 ] |
| 2020 | 세자르상                    | 음향상            | 쥘리앵 시카르, 발레리 드로프, 다니엘 소브리노 | 후보   | [ 13 ] |
| 2020 | 세자르상                    | 의상상            | 도로테 기로                                   | 후보   | [ 13 ] |
| 2020 | 세자르상                    | 프로덕션 디자인상 | 토마 그레조                                   | 후보   | [ 13 ] |